# 新博羅瓦
50°41′32″N 28°38′12″E / 50.69222°N 28.63667°E

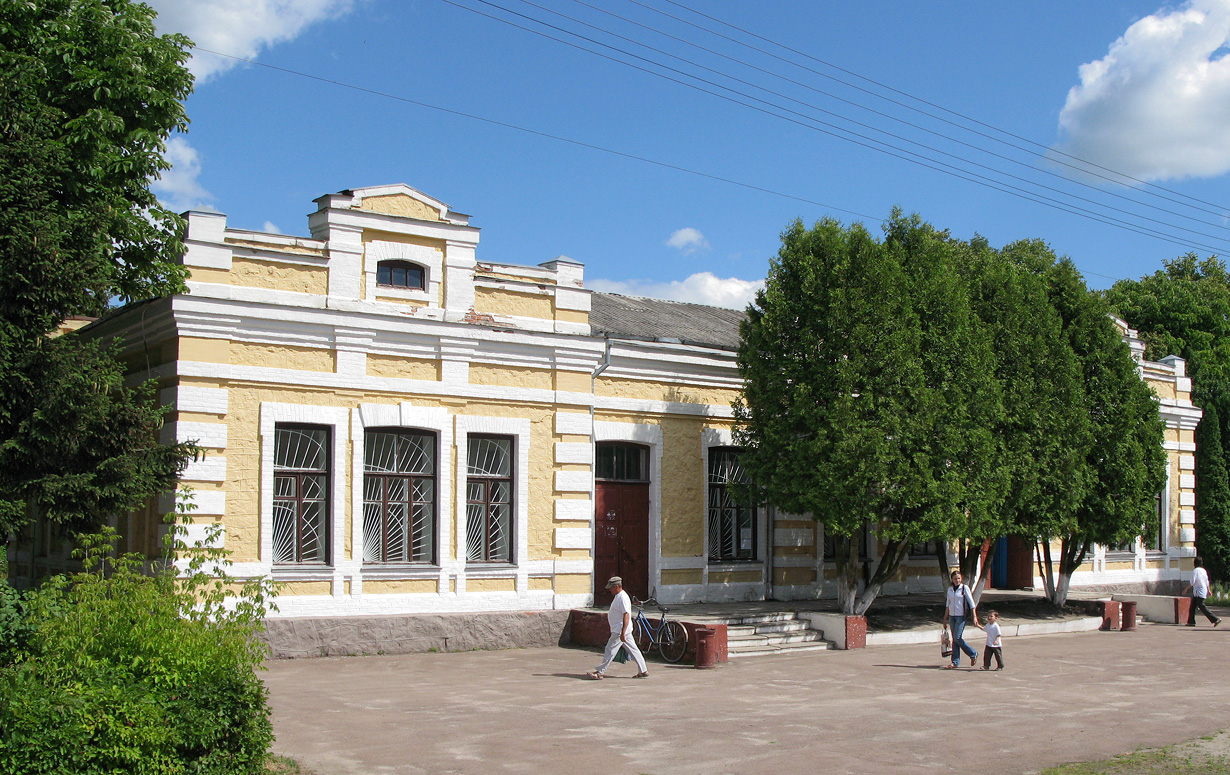
新博羅瓦火车站

新博羅瓦，是烏克蘭北部日托米爾州日托米爾區新博罗瓦市镇内的市級鎮及其行政中心。始建於十七世紀，距離日托米爾57公里，面積29平方公里，2012年人口5,603，人口密度每平方公里193.2人。